# Lingua akhvakh
La lingua akhvakh (aшвaлъи мицIи in akhvakh) è una lingua caucasica nordorientale parlata in Daghestan.
L'akhvakh è parlato nel Daghestan meridionale da circa 6500 persone. I locutori utilizzano anche la lingua russa e sono bilingui con l'avaro.
L'akhvakh si divide in tre grandi gruppi dialettali: il kaxib, l'akhvakh settentrionale e l'akhvakh meridionale. Le differenze tra i gruppi sono tali che i locutori delle tre varietà comunicano tra loro in avaro.